# Minor Planet Center
Das Minor Planet Center (MPC) ist die offizielle Organisation für die Sammlung, Auswertung und Veröffentlichung von Daten über Kleinplaneten (Asteroiden, Zwergplaneten) und Kometen. Es bestätigt die Neuentdeckungen von solchen Objekten. Sitz ist Cambridge, Massachusetts, USA.

## Geschichte
Das MPC wurde 1947 an der University of Cincinnati gegründet. Erster Direktor war Paul Herget.
1978 – unter der Leitung von Brian Marsden – wurde es dem Smithsonian Astrophysical Observatory (SAO) angegliedert.

## Organisation

Logo der IAU

Das MPC arbeitet unter der Schirmherrschaft der Internationalen Astronomischen Union (IAU). Es ist dem Smithsonian Astrophysical Observatory (SAO) angegliedert und arbeitet mit dem Harvard-College-Observatorium zusammen. Es unterhält u. a. Online-Dienste, über die z. B. Amateurastronomen das MPC durch eigene Beobachtungen unterstützen können. Über das Internet kann auf den kompletten Katalog aller zurzeit bekannten Kleinplaneten und Kometen („Minor Planet Center Orbit Catalogue“ – MPCORB) zugegriffen werden. 
Am MPC werden auch die Daten gesammelt, die mit dem Überwachungssystem Sentry und ATLAS ausgewertet werden.
Stand 28. Juli 2023 lagen 400,2 Millionen Beobachtungen vor.